# Hermon (Armenia)
Hermon (in armeno Հերմոն?) è un comune di 203 abitanti (2001) della Provincia di Vayots Dzor in Armenia.